# T. J. DiLeo
T. J. DiLeo, né le 22 juin 1990, à Düsseldorf, en Allemagne, est un joueur américano-allemand de basket-ball. Il évolue au poste d'arrière. Il est le fils de Tony DiLeo.

## Palmarès
- ALl-Star BBL 2018